# Andropogon trichozygus
Andropogon trichozygus là một loài thực vật có hoa trong họ Hòa thảo. Loài này được Baker mô tả khoa học đầu tiên năm 1883.